# Astrotholus
Genre
Astrotholus est un genre d'étoiles de mer de la famille des Asterinidae, essentiellement antarctiques.

## Liste des espèces
Selon World Register of Marine Species (13 juillet 2023) :
- Astrotholus antarcticus (Fisher, 1940)
- Astrotholus infernalis Mah, 2023
- Astrotholus mei Mah, 2023
- Astrotholus molginos Mah, 2023
- Astrotholus phasma Mah, 2023

## Systématique
Le genre Astrotholus a été décrit en 2023 par le zoologiste américain Christopher L. Mah (d).

## Publication originale
- (en) Christopher L. Mah, « New Genera, Species, and observations on the biology of Antarctic Valvatida (Asteroidea) », Zootaxa, Magnolia Press (d), vol. 5310, no 1,‎ 27 juin 2023, p. 1-88 (ISSN 1175-5334 et 1175-5326, OCLC 49030618, PMID 37518658, DOI 10.11646/ZOOTAXA.5310.1.1).